# Урожайный (Краснопартизанский район)
Урожа́йный — посёлок в Краснопартизанском районе Саратовской области России. Входит в состав Рукопольского муниципального образования. Основан в 1929 году.

## География
Посёлок находится на расстоянии примерно 44 км (по прямой) к юго-востоку от посёлка городского типа Горный, административного центра района. 

### Часовой пояс
Посёлок Урожайный, как и вся Саратовская область, находится в часовой зоне МСК+1. Смещение применяемого времени относительно UTC составляет +4:00.

## Население
| 2002 | 2010 |
| ---- | ---- |
| 108  | ↘19  |

### Национальный состав
Согласно результатам переписи 2002 года, в национальной структуре населения казахи составляли 61 % из 108 чел., русские — 37 %.